# Búa

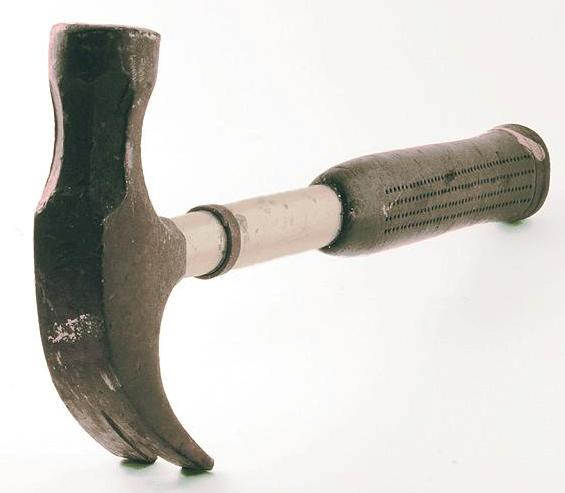
Một cậy búa của thời hiện đại

Búa là dụng cụ để tạo sức va chạm cho vật khác. Búa thường được xài nhiều nhất vào vấn đề đóng đinh, rèn vũ khí và đập vật dụng khác. Búa thường được thiết kế với những mục đích riêng biệt và kích thước,công năng. Búa thường cầm vừa khít với tay, đầu búa là phần nặng nhất. Búa cơ bản được thiết kế để dùng linh hoạt với tay, nhưng cũng có những máy móc hiện đại có chức năng dùng cho vật nặng hơn.
Búa có thế là dụng cụ lâu tuổi nhất được phát hiện. Búa đá được biết xuất hiện đầu tiên vào năm 26.000 trước công nguyên.
Búa là dụng cụ căn bản của nhiều nghề nghiệp khác nhau. Búa còn được sử dụng thiết kế để nén một lực từ caplock mechanism của súng ngắn.

## Lịch sử

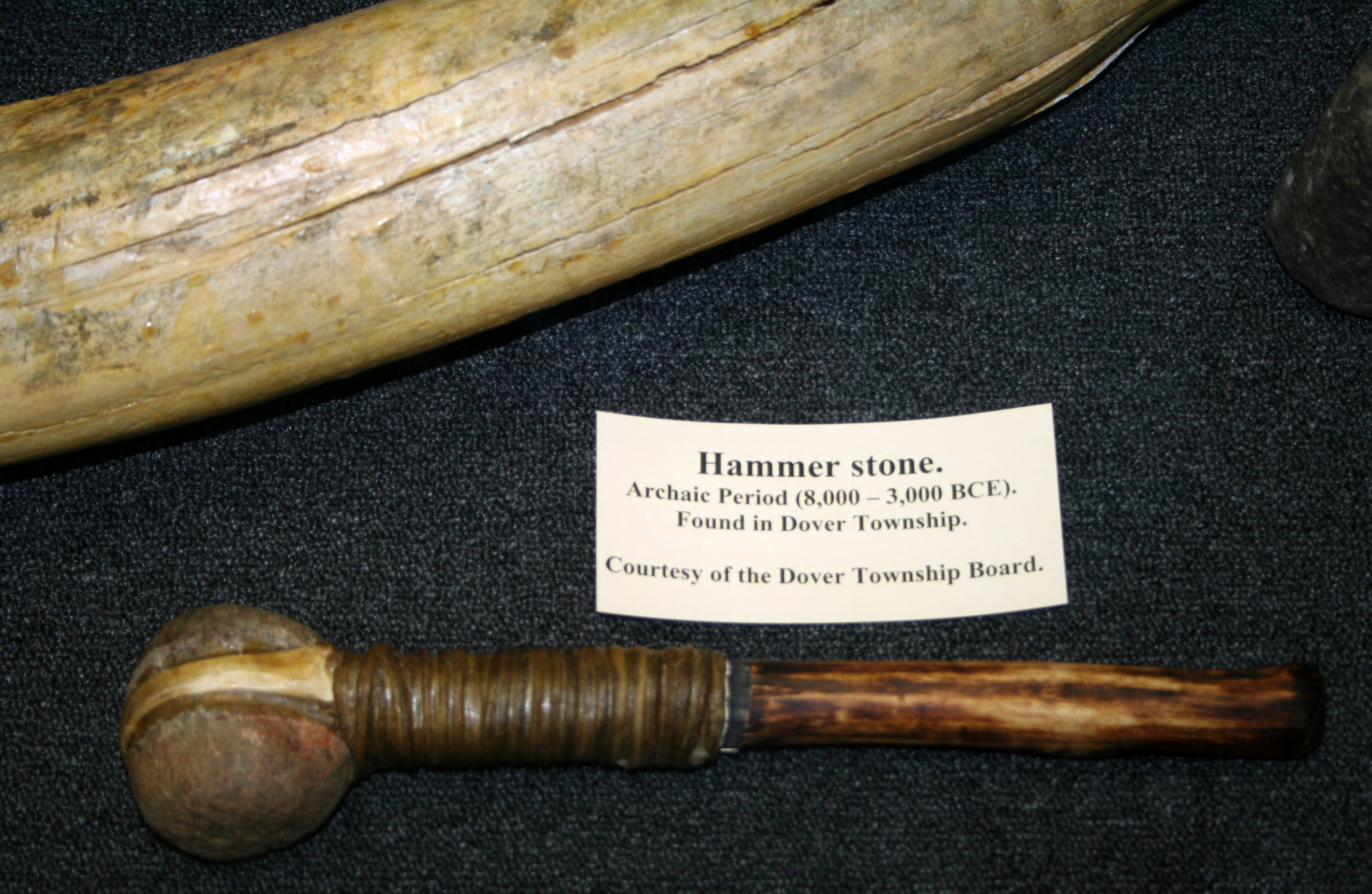
Búa đá thời thô sơ

Sự sử dụng các vật dụng thô sơ được biết vào khoảng năm 2.400.000 trước công nguyên với nhiều hình dạng khác nhau được sử dụng để đập, chặt gỗ, xương, hoặc làm bẻ các loại đá khác và tạo thành vật dụng. Cục đá được dính với cây gỗ được bao bọc bằng da hoặc lông thú được sử dụng để làm thành cây búa vào năm 30.000 trước công nguyên là thời kỳ chính giữa của Thời đại đồ đá cũ. Nó được các nhà Khảo cổ học tra cứu và phát hiện búa có lẽ là vật dụng được sử dụng sớm nhất của loài người.